# Fjallavatn
Fjallavatn er Færøernes næststørste sø, der ligger på den nordlige del af Vágar. Elven Reipsá fører vand fra søen ud i Atlanterhavet, via et 80 meter højt vandfald. Slættanes ligger lidt nordøst for Fjallavatn. Søens areal er 1,03 km².